# Pycnodithella abyssinica
Pycnodithella abyssinica är en spindeldjursart som först beskrevs av Beier 1944.  Pycnodithella abyssinica ingår i släktet Pycnodithella och familjen Tridenchthoniidae. Inga underarter finns listade i Catalogue of Life.